# Test du χ² de Yates
Le test du χ² de Yates aussi appelé correction de continuité de Yates est un test statistique utilisé dans certaines situations pour tester l'indépendance de deux variables dans un tableau de contingence. Il tient son nom de son créateur, Frank Yates, un statisticien britannique, qui en 1934 introduit la notion de "correction de continuité" au test du χ² en soustrayant 0,5 à la différence entre chaque valeur observée et sa valeur attendue au sein de la table de contingence 2 x 2. Dans certains cas, la correction de Yates peut trop ajuster les résultats et de ce fait, son usage reste limité.
Cette correction a pour effet d'éviter la surestimation de l'interprétation de l'hypothèse nulle, notée H0, qui postule qu'une différence entre des jeux de données est due au hasard. Malheureusement, l'effet de la correction de Yates tend à surcorriger les résultats, ceci pouvant amener à des résultats ne parvenant plus à rejeter H0 quand ça le devrait (Erreur de type II) autrement appelé "faux négatif". Il est donc suggéré de ne pas utiliser la correction de Yates même avec des tailles d'échantillons assez faible comme par exemple : 
{\displaystyle \sum _{i=1}^{N}O_{i}=20\,}